# ديوسبيروس فرجينيا
ديوسبيروس فيرجينيانا هو نوع من أنواع البرسيمون يُطلق عليه عادةً البرسيمون الأمريكي ، البرسيمون الشائع ، البرسيمون الشرقي ، سيمون ، خشب الأبوسوم ، تفاح الأبوسوم ،  أو برقوق السكر .  وهي تمتد من جنوب كونيتيكت إلى فلوريدا ، ومن الغرب إلى تكساس ولويزيانا وأوكلاهوما وكانساس وأيوا . تنمو الشجرة بريًا ولكن تم زراعتها من أجل ثمارها وخشبها منذ عصور ما قبل التاريخ من قبل الأمريكيين الأصليين .
ديوسبيروس فيرجينيانا ينمو إلى 20 م (66 قدم) في التربة جيدة التصريف. عادة ما تكون الشجرة ثنائية المسكن ، لذلك يجب أن يكون لدى المرء نباتات مذكرّة ومؤنثة للحصول على الفاكهة. معظم الأصناف هي بارثينوكاربيك (وضع الفاكهة بدون بذور دون التلقيح). يتم تلقيح الزهور العطرة عن طريق الحشرات والرياح. يبدأ الإثمار عادةً عندما يبلغ عمر الشجرة حوالي 6 سنوات.
الثمرة مستديرة أو بيضاوية وعادة ما تكون ذات لون برتقالي-أصفر، وأحيانًا مزرقة، ومن2 إلى 6 سـم (3⁄4 إلى 2 1⁄4 بوصة) في القطر. يشار إلى كل من الشجرة والفاكهة باسم البرسيمون، حيث يظهر الأخير في الحلويات والمأكولات في جنوب الولايات المتحدة والغرب الأوسط .
تشمل الأصناف التجارية الصنف المبكر الذهبي عالي الإنتاجية، والصنف المنتج جون ريك، وميلر، وولبرايت، وإينيس، وهو صنف بدون بذور. لقب آخر للبرسيمون الأمريكي، "التمر البرقوق" يشير أيضًا إلى نوع من البرسيمون الموجود في جنوب آسيا وجنوب أوروبا، ديوسبيروس لوتس . واليوم، يُزرع الكاكي أيضًا في المزارع الصغيرة كمحصول تراثي. 

## وصف

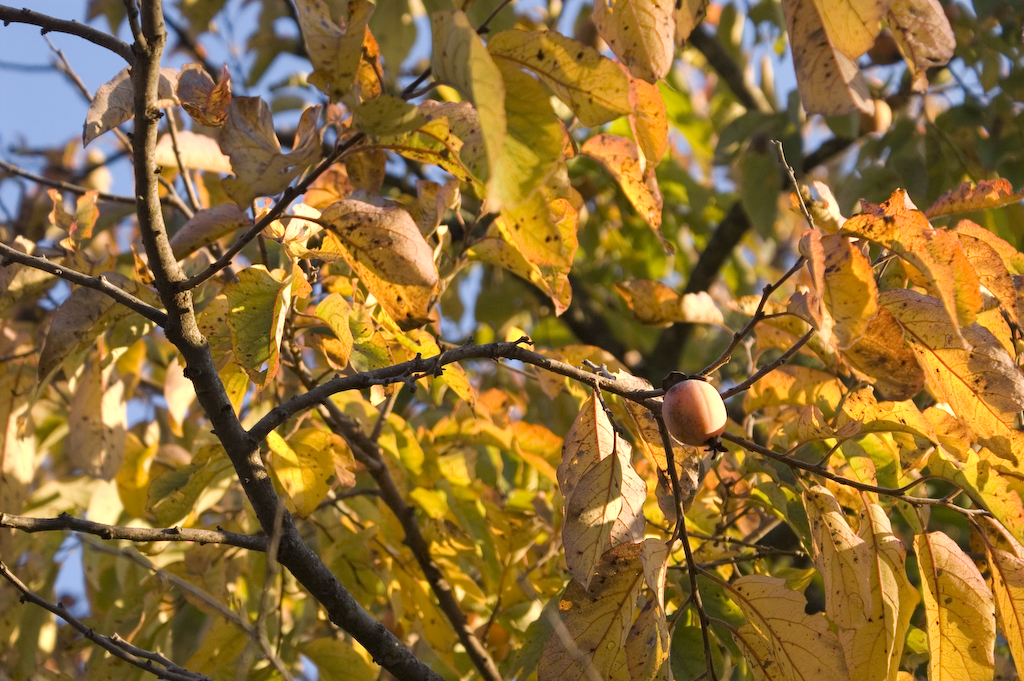
شجرة البرسيمون الأمريكية تؤتي ثمارها في الخريف

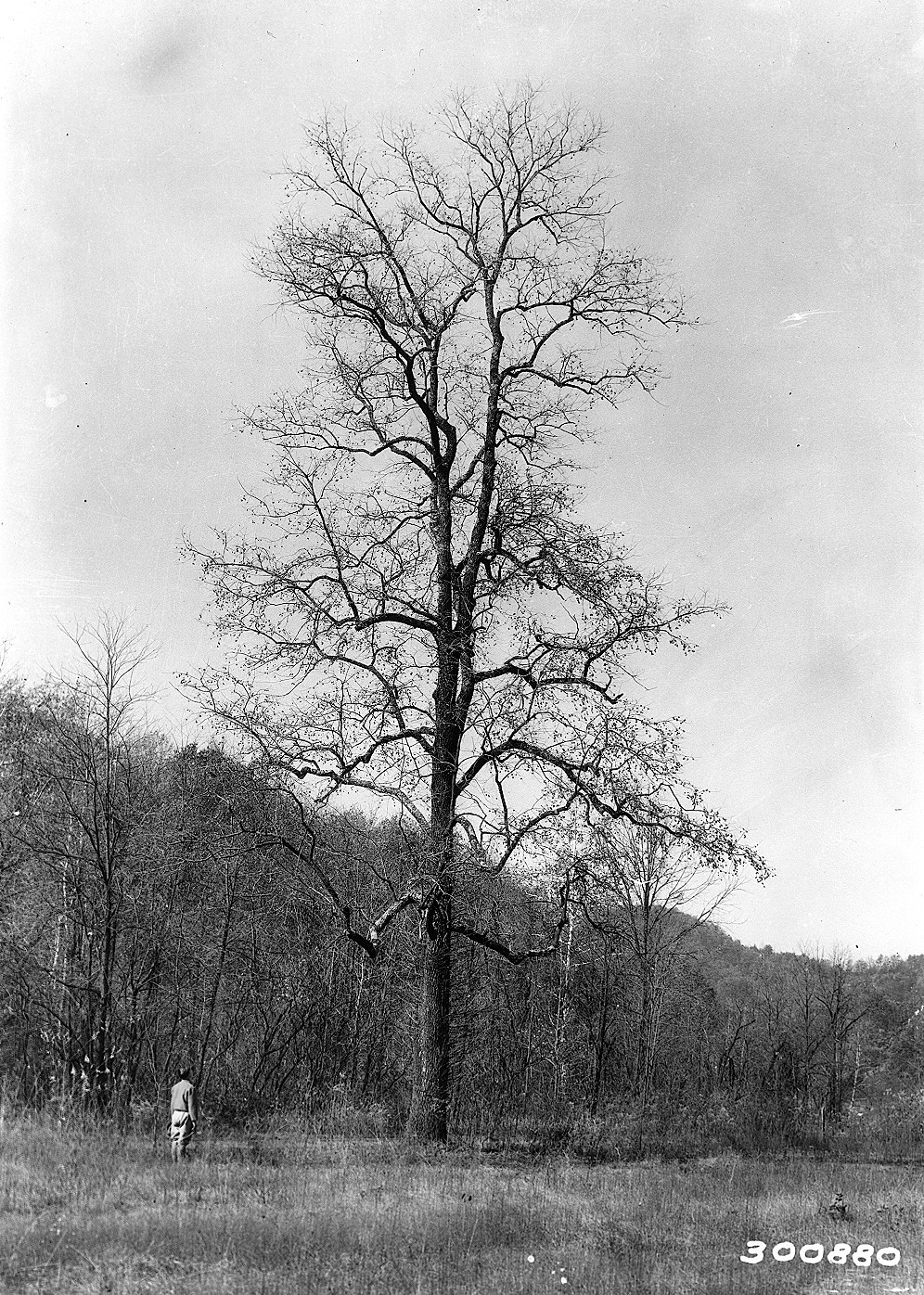
شجرة كبيرة في ولاية إنديانا عام 1935

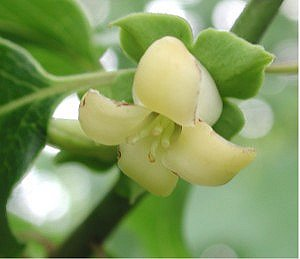
تظهر الزهور في مايو ويونيو

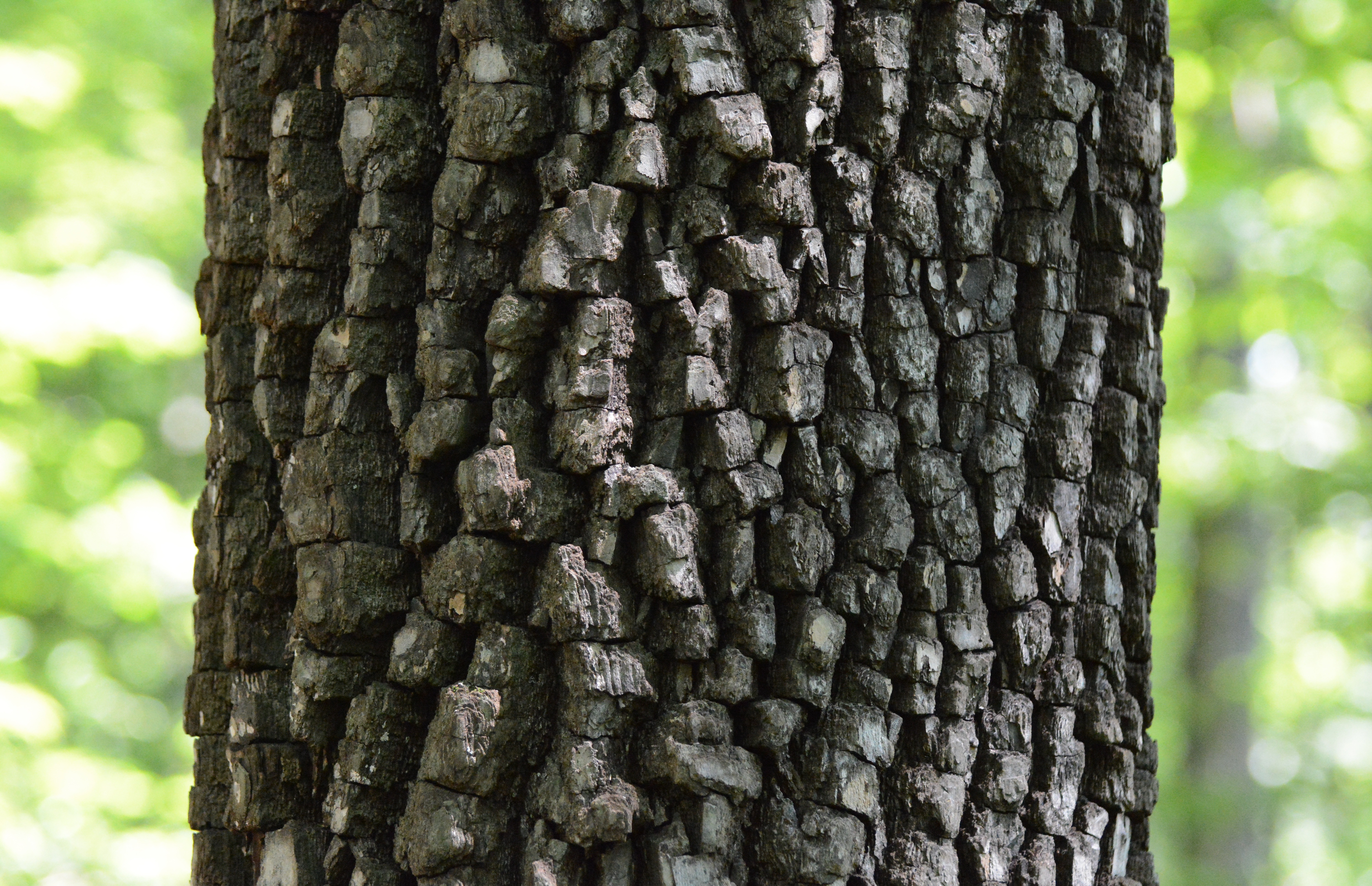
اللحاء المميز ذو الحجم الكبير

البرسيمون الشائع عبارة عن شجرة صغيرة إلى متوسطة الحجم بشكل عام، يتراوح طولها عادةً 30 إلى 80 قدم (9 إلى 24 م) في الارتفاع ولكن يصل إلى 115 قدم (35 م) غرب جنوب المسيسيبي.  لها جذع قصير ونحيل وفروع منتشرة متدلية في كثير من الأحيان، والتي تشكل مظلة واسعة أو ضيقة مستديرة القمة. الجذور سميكة، لحمية و ستيرولونيفورية. هذا النوع له شكل نمو شجيرة.  يحتوي النبات على أوراق بيضاوية كاملة، وأزهار أحادية الجنس على سيقان قصيرة. وفي الأزهار المذكرة، وهي كثيرة، يبلغ عدد الأسدية ستة عشر مرتبة في أزواج؛ الزهور الأنثوية انفرادية، مع آثار الأسدية، ومبيض أملس مع بويضة واحدة في كل خلية من الخلايا الثماني - المبيض يعلوه أربعة أنماط مشعرة عند القاعدة. ساق الفاكهة قصير جدًا، ويحمل ثمرة شبه كروية يبلغ قطرها بوصة واحدة أو أكبر قليلاً، ولونها برتقالي-أصفر، يتراوح بين الأزرق المزرق، ولبها قابض حلو. وهي محاطة عند القاعدة بفصوص الكأس المستمرة، والتي يزداد حجمها مع نضج الثمرة. يجعل الدواء القابض الفاكهة غير مستساغة إلى حد ما، ولكن بعد تعرضها لتأثير الصقيع، أو تعفنها جزئيًا أو " انزفتها " مثل المشملة ، تتحسن نكهتها.
- اللحاء: بني غامق أو رمادي غامق، مقسم بعمق إلى صفائح ذات سطح متقشر. الفروع رفيعة، متعرجة، ذات لب سميك أو تجويف كبير؛ في البداية بني محمر فاتح ومحتلم. وهي تختلف في اللون من البني الفاتح إلى الرمادي الرمادي، ثم تصبح في النهاية بنيًا محمرًا، واللحاء مكسور إلى حد ما بسبب الشقوق الطولية. قابض ومر.
- الخشب: غامق جدًا؛ خشب السابوود أبيض مصفر؛ ثقيلة وصعبة وقوية وقريبة جدًا من الحبيبات. الثقل النوعي، 0.7908؛ وزن القدم المكعب 49.28 رطل (22.35 كـغ) . خشب القلب هو خشب الأبنوس الحقيقي. تشير نصوص الغابات إلى أن الأمر يتطلب حوالي قرن من النمو قبل أن تنتج الشجرة محصولًا تجاريًا من خشب الأبنوس. تُعزى مقاومة الخشب للنمل الأبيض إلى المكون 7-ميثيليوجلون. [7]
- البراعم الشتوية: بيضوية، حادة، طولها ثُمن بوصة، ومغطاة بقشور سميكة حمراء أو أرجوانية. تكون هذه القشور ثابتة أحيانًا عند قاعدة الفروع الصغيرة.
- الأوراق: بديلة، بسيطة، من أربع إلى ست بوصات (152 مم) طويلة، بيضاوية، ضيقة أو مدورة أو قلبية عند القاعدة، كاملة، حادة أو مؤنفة. يخرجون من البرعم بشكل دائري، رقيق، شاحب، أخضر محمر، ناعم مع حواف هدبية، عندما يكتمل نموهم يكون سميكًا، أخضر داكن، لامع من الأعلى، شاحب وغالبًا ما يكون محتلمًا من الأسفل. وفي الخريف يتحول لونها أحيانًا إلى اللون البرتقالي أو القرمزي، وأحيانًا تسقط دون تغيير في اللون. الضلع الأوسط واسع ومسطح، والأوردة الأولية متقابلة وواضحة. أعناق قوية، محتلمة، طولها من نصف إلى بوصة.
- الزهور: مايو ويونيو، عندما تكون الأوراق نصف ناضجة؛ ثنائي المسكن أو نادرا ما يكون متعدد الزوجات. الزهور السداة تحمل في اثنين إلى ثلاثة زهور. الباديلات ناعمة وتحمل كسورًا مدتها دقيقتين. أزهار المدقة منعزلة، عادة على أشجار منفصلة، عنيقاتها قصيرة ومنحنية وتحمل قوسين.
- الكأس: عادة ذو أربعة فصوص، يقع تحت الثمرة.
- الكورولا: أصفر مخضر أو أبيض كريمي، أنبوبي، رباعي الفصوص؛ فصوص متشابكة في برعم.
- الأسدية: ستة عشر، موضوعة على التويج، في الأزهار السداة في صفين. خيوط قصيرة، نحيلة، مشعرة قليلا؛ المتك مستطيل، من الداخل، ذو خليتين، خلايا تفتح طوليًا. في الزهور المدقة تكون الأسدية ثمانية مع أنثرات مجهضة، ونادرًا ما تكون هذه الأسدية مثالية.
- المدقة: المبيض العلوي، مخروطي الشكل، مكون من ثماني خلايا في النهاية؛ الأنماط الأربعة، نحيلة، منتشرة؛ وصمة العار ذات الفصوص.
- الفاكهة: حبة توت غنية بالعصارة تحتوي على واحدة إلى ثماني بذور، متوجة ببقايا النمط ومستقرة في الكأس الموسع؛ كروي مكتئب، لون برتقالي شاحب، غالبًا ما يكون أحمر الخدود؛ مع إزهار طفيف، يتحول إلى اللون البني المصفر بعد التجميد. اللحم قابض وهو أخضر وحلو وفاتن عندما ينضج. [8]

## توزيع
الشجرة شائعة جدًا في جنوب المحيط الأطلسي ودول الخليج، وتصل إلى أكبر حجم لها في حوض نهر المسيسيبي . موطنها جنوبي، وفي مطلع القرن العشرين ظهرت على طول الساحل من كونيتيكت إلى فلوريدا ؛ يقع غرب Alleghenies في جنوب أوهايو وعلى طول جنوب شرق ولاية أيوا وجنوب ميسوري . وفي لويزيانا وشرق كانساس وأوكلاهوما، حيث نما أطول. 
تم العثور على بقاياها الأحفورية في صخور الميوسين في جرينلاند وألاسكا وفي التكوينات الطباشيرية في نبراسكا. 
يعتبر Diospyros virginiana مفارقة تاريخية تطورية استهلكتها واحدة أو أكثر من الحيوانات الضخمة في العصر البليستوسيني التي جابت قارة أمريكا الشمالية حتى قبل 10000 عام. وجدت دراسة أجريت عام 2015 أن مرور بذور البرسيمون عبر أمعاء الأفيال الحديثة أدى إلى زيادة معدل إنبات البذور وتقليل الوقت اللازم للإنبات، وهو ما يدعم فكرة أن أفراد عائلة الأفيال من عصر البليستوسين كانوا الشريك الشبح الذي أنجز نثر البذور قبل انقراض الفيلة. أفراد عائلة الفيل في أمريكا الشمالية. 

## بوليودي
هناك نوعان من سلالات البرسيمون الأمريكي: يتمركز العرق رباعي الصيغة الصبغية (60 كروموسوم) في منطقة أبالاتشي الجنوبية، بينما يحتل العرق السداسي الصبغي (90 كروموسوم) عمومًا نطاقًا شمال وغرب نطاق رباعي الصيغة الصبغية.  لم يتم تحديد الحدود بين هذه الأجناس بشكل جيد باستثناء ولاية كنتاكي، حيث كانت أغلبية الكاكي السداسي الصبغي في مقاطعة بوليت ولكنها لم تكن موجودة في مقاطعة بارين إلى الجنوب ولا مقاطعة فرانكلين إلى الشرق. 
لقد لوحظ أن الأشجار رباعية الصيغة الصبغية تميل إلى النمو بشكل أطول بكثير من الأشجار السداسية الصبغية ولها ثمار أصغر،  ولكن لم يتم إجراء بحث رسمي حول هذه الاختلافات في السمات.
الغالبية العظمى من أصناف البرسيمون الأمريكية المسماة هي سداسي الصيغة الصبغية، والأصناف رباعية الصيغة الصبغية الوحيدة المعروفة هي Ennis Seedless وWeeping وSugar Bear وSFES. 

## الاستخدام
تحتوي الفاكهة على نسبة عالية من فيتامين سي، وهي قابضة للغاية عندما تكون غير ناضجة. تأكله الطيور، الراكون، الظربان، الغزلان ذات الذيل الأبيض، الخنازير شبه البرية، السناجب الطائرة، والأبوسوم.
يمكن أن يأكل البشر الثمار الناضجة نيئةً، عادةً ما تُطبخ أو تُجفف. يمكن تحويل لب الفاكهة إلى فطيرة، وحلوى، مربى، دبس السكر، والحلوى. يمكن تحضير شاي عشبي من الأوراق  وتستخدم البذور المحمصة بديلًا للقهوة .
تُخمر الفاكهة أيضًا باستخدام الجنجل أو دقيق الذرة أو نخالة القمح لتحويلها إلى نوع من البيرة أو تحويلها إلى براندي.
الخشب ثقيل وقوي ومتماسك جدًا ويستخدم في نجارة الخشب. خشب القلب، الذي قد يستغرق قرنًا من الزمان قبل أن يُنتج، هو خشب الأبنوس الحقيقي، شديد الحبيبات وأسود تقريبًا؛  لا يتم حصاده تجاريًا.
استخدمت البذور كأزرار أثناء الحرمان من الحرب الأهلية الأمريكية في الجنوب. 

## زراعة
ينمو البرسيمون الأمريكي في الغالب بريًا. اختبرت محطات البحث التجريبية في تسعينيات القرن التاسع عشر الأنواع المحلية من البرسيمون، لكن الاهتمام بزراعة البرسيمون الأصلي كان محدودًا. تستغرق أشجار البرسيمون المزروعة حديثًا وقتًا طويلاً نسبيًا لتؤتي ثمارها. هناك أنواع عديدة من أشجار الفاكهة التي يسهل زراعتها للأغراض التجارية. تحتوي الأصناف البرية على الكثير من البذور، مما يجعل معالجة لب الفاكهة المستخدم في صناعة الأغذية والمشروبات أكثر صعوبة. أدت الزراعة إلى تقليل عدد البذور، وقد طورت بعض الأصناف نكهة حلوة للغاية دون التأثير القابض المخيف الذي يتميز به البرسيمون البري. الثمار المحصودة متينة على الرف. 
تفضل الشجرة التربة الخفيفة والرملية جيدة التصريف، ولكنها ستنمو في الأراضي السفلية الجنوبية الغنية. 
تميل الشجرة إلى التنوع بشكل كبير في طبيعة ونوعية ثمارها، والتي تختلف في الحجم من ثمرة الكرز الكبيرة إلى تفاحة صغيرة. تنتج بعض الأشجار في الجنوب فاكهة لذيذة دون تأثير الصقيع، بينما تنتج الأشجار المجاورة فاكهة لا تصبح صالحة للأكل أبدًا. 
تم إحضارها إلى إنجلترا قبل عام 1629 ويتم زراعتها، ولكن نادرًا ما تنضج ثمارها. يتم تربيته بسهولة من البذور ويمكن أيضًا نشره من الركود ، والتي غالبًا ما يتم إنتاجها بكميات كبيرة. الشجرة قوية التحمل في جنوب إنجلترا وفي جزر القنال.
نادرًا ما يطور البرسيمون أي خشب قلب حتى يبلغ عمره مائة عام تقريبًا.[بحاجة لمصدر]</link>

### أصناف
- بروك [20]
- كيلين [20]
- كلايبول [20]
- آي-115 [20]
- دوليوود [20]
- 100-42 [20]
- 100-43 [20]
- 100-45 [20]
- الذهبي المبكر [20]
- جون ريك [20]
- سي-100 [20]

1. ↑  The IUCN Red List of Threatened Species 2022.2 (بالإنجليزية), 9 Dec 2022, QID:Q115962546
2. 1 2  Caroli Linnæi (1753), Species Plantarum: Exhibentes plantas rite cognitas ad genera relatas (باللاتينية), vol. 2, p. 1057, QID:Q21856107
3. ↑  Karp، David (8 نوفمبر 2000). "Know Your Persimmons". Los Angeles Times. مؤرشف من الأصل في 2023-10-12. اطلع عليه بتاريخ 2017-11-12.
4. ↑  Phillips، Jan (1979). Wild Edibles of Missouri. Jefferson City, Missouri: Missouri Department of Conservation. ص. 40.
5. ↑  Eddy، Kristin (22 نوفمبر 1998). "One Peculiar Pudding". Chicago Tribune. مؤرشف من الأصل في 2024-04-08.
6. 1 2  Keeler، Harriet L. (1900). Our Native Trees and How to Identify Them. New York: Charles Scribner's Sons. ص. 195–199.
7. ↑  Quinnett، Michael (1 يناير 1982). "Diospyros virginiana: The American Persimmon". Masters Theses. مؤرشف من الأصل في 2024-06-02.
8. 1 2 3 4 5 6  Keeler، Harriet L. (1900). Our Native Trees and How to Identify Them. New York: Charles Scribner's Sons. ص. 195–199.Keeler, Harriet L. (1900).
9. ↑  Boone، Madison J.؛ Davis، Charli N.؛ Klasek، Laura؛ Del Sol، Jillian F.؛ Roehm، Katherine؛ Moran، Matthew D. (2015). "A Test of Potential Pleistocene Mammal Seed Dispersal in Anachronistic Fruits using Extant Ecological and Physiological Analogs". Southeastern Naturalist. ج. 14: 22–32. DOI:10.1656/058.014.0109. S2CID:86809830.
10. ↑  Baldwin، J. T.؛ Culp، Richard (ديسمبر 1941). "Polyploidy in Diospyros Virginiana L." (PDF). American Journal of Botany. ج. 28 ع. 10: 942–944. DOI:10.2307/2436873. hdl:2027.42/141756. JSTOR:2436873. مؤرشف من الأصل (PDF) في 2023-11-26. اطلع عليه بتاريخ 2021-09-29.
11. ↑  Pomper، Kirk W.؛ Lowe، Jeremiah D.؛ Crabtree، Sheri B.؛ Vincent، Jacob؛ Berry، Andrew؛ England، Clifford؛ Raemakers، Krit (1 يناير 2020). "Ploidy Level in American Persimmon (Diospyros virginiana) Cultivars". HortScience. ج. 55 ع. 1: 4–7. DOI:10.21273/HORTSCI14274-19. ISSN:0018-5345. مؤرشف من الأصل في 2023-07-26. اطلع عليه بتاريخ 2021-09-29.Pomper, Kirk W.; Lowe, Jeremiah D.; Crabtree, Sheri B.; Vincent, Jacob; Berry, Andrew; England, Clifford; Raemakers, Krit (1 January 2020).
12. ↑  England، Clifford (6 أغسطس 2021). "Persimmon Fact Sheet" (Document). North American Fruit Explorers Pomona. ص. 10–11.
13. ↑  Pomper، Kirk W.؛ Lowe، Jeremiah D.؛ Crabtree، Sheri B.؛ Vincent، Jacob؛ Berry، Andrew؛ England، Clifford؛ Raemakers، Krit (1 يناير 2020). "Ploidy Level in American Persimmon (Diospyros virginiana) Cultivars". HortScience. ج. 55 ع. 1: 4–7. DOI:10.21273/HORTSCI14274-19. ISSN:0018-5345. مؤرشف من الأصل في 2023-07-26. اطلع عليه بتاريخ 2021-09-29.
14. ↑  Peattie، Donald Culross (1953). A Natural History of Western Trees. New York: Bonanza Books. ص. 682.
15. 1 2 3  Elias، Thomas S.؛ Dykeman، Peter A. (2009) [1982]. Edible Wild Plants: A North American Field Guide to Over 200 Natural Foods. New York: Sterling. ص. 238. ISBN:978-1-4027-6715-9. OCLC:244766414. مؤرشف من الأصل في 2023-09-26.
16. ↑  Adams, Michelle Medlock (25 Aug 2020). The Perfect Persimmon: History, Recipes, and More (بالإنجليزية). Indiana University Press. ISBN:978-1-68435-112-1. Archived from the original on 2024-06-09.
17. ↑  "Persimmon Ale". Bloomington Brewing Company. مؤرشف من الأصل في 2017-11-08. اطلع عليه بتاريخ 2017-11-07.
18. ↑  Dodge، David (1886). "Domestic Economy in the Confederacy". The Atlantic Monthly. ج. 58 ع. August: 229–241. مؤرشف من الأصل في 2023-07-18.
19. ↑  Shields، David S. (2015). Southern Provisions: The Creation and Revival of a Cuisine. University of Chicago Press. ص. 160. ISBN:9780226141114. مؤرشف من الأصل في 2022-12-04.
20. 1 2 3 4 5 6 7 8 9 10 11  Kaiser، Cheryl؛ Ernst، Matt. "American Persimmon" (PDF). uky.edu. University of Kentucky. مؤرشف من الأصل (PDF) في 2024-04-03. اطلع عليه بتاريخ 2022-05-06.

## روابط خارجية
- Native Plant Database profile, Lady Bird Johnson Wildflower Center, University of Texas at Austin
- The Perfectly Pleasing Persimmon (Dan Nickrent)
- Bioimages.vanderbilt.edu: Diospyros virginiana images
- Persimmonpudding.com - dedicated to growing, education, and use of Diospyros virginiana, the Common or American persimmon
- Treetrail.net: Diospyros virginiana (American Persimmon) Native Range Distribution Map